# هيالمر سيلسفو
هيالمر سيلسفوُ (Hjalmar Siilasvuo) جنرال فنلندي قاد القوات في حرب الشتاء حرب الاستمرار، وحرب لابي. عمل أيضا في «كتبة يآكاري 27» الفنلندية المتطوعة مقاتلاً إلى الجانب الألماني في الحرب العالمية الأولى.
نجل محرر صحفي، درس سيلسفوُ القانون، وشاركت مع السياسة في وزارة التربية والتعليم. كان ضابطا في كتيبة جاغر في ألمانيا خلال الحرب العالمية الأولى، وأصبح لاحقا قائد كتيبة خلال الحرب الأهلية الفنلندية. وكان برأيه، ولكن قائد عسكري الماكرة.
كلف مانرهايم العقيد سيلسفوُ بقيادة JR-27، أُرسلت القوات الفنلندية لاعتراض الفرقتين 163 و 44 من الجيش الأحمر، في سووموسالمي خلال حرب الشتاء. قاتل سيلسفوُ الفرقة 163، يدرك تماما أنه إذا كانت 163 و 44 التقى أي وقت مضى، فإنه سيكون في جميع انحاء للمدافعين عن سووموسالمي. في الوقت الذي تقاتل الفرقة 163، وجهت القوات سيلسفوُ إلى الاستفادة من التضاريس 44 بطيئة الحركة كانت تستخدم لالقاء تقسيم، حتى يتمكنوا من الذهاب إلى أبعد. كانت 44 فرقة الكراك، ولكن خبرتهم لم تتحرك بسرعة ميكانيكية حرب، والتضاريس يعني أنها اضطرت إلى ترك معداتهم الثقيلة وراء، انتقل ببطء مع ما لديهم. كان لدى الوحدة الكثير من الزلاجات ولكن قلة من أفرادها كان يجيد التزلج. بعد التعامل مع الفرقة 163 (بتكتيك موتـّي (motti) وتعني «وحدة عدو مطوقة تماماً»)، غنم الفنلنديون أسلحة ومعدات واستخدمها لمهاجمة الفرقة 44. رغم تعبهم من تدمير الفرقة 163، سـُرعان ما رفعت غنائم الفرقة من الروح المعنوية بين أفراد القوات، مقنعة إيـّأهم باستطاعتهم إنهاء الفرقة 44 من اتجاهي الشمال والجنوب.